# Станіслав Стажинський
Станіслав Стажинський (пол. Stanisław Starzyński; 18 квітня 1853, с. Сновичі — 17 листопада 1935, м. Львів) — польський правник і політик, знавець конституційного права, доктор права, професор, співавтор двотомної «Історії Львівського університету» (1894), керівник кафедри політичного права (1889—1925), декан юридичного факультету (1895—1896, 1918—1919), ректор Львівського університету (1913—1914).

## Життєпис
Народився 18 квітня 1853 року в с. Сновичах Золочівського повіту в родині Бойомира і Зоф'ї Стажинських. Початкову освіту здобув удома, а від другого гімназійного класу почав відвідувати гімназію імені Франца Йосифа у Львові. У 1872—1876 роках навчався на юридичному факультеті Львівського університету, де в 1879 році здобув ступінь доктора прав. У 1876—1879 роках працював у Львівському намісництві, а в 1879 — у старостві у Тарнові. 1880—1881 академічний рік студіював у Віденському університеті.
Від 1883 року до смерті викладав конституційне право на юридичному факультеті Львівського університету. Цісарською постановою від 23 квітня 1889 року був іменований надзвичайним професором політичного права на факультеті права. Через три роки силою цісарської постанови від 4 липня 1892 року іменований звичайним професором. Кафедрою політичного права керував до 1925 року. У 1895—1896 і 1918—1919 роках був деканом юридичного факультету, а в 1896—1897 році — продеканом. У 1913—1914 академічному році виконував уряд ректора Львівського університету, а наступного року був проректором. Член Тимчасової державної сеймово-конституційної комісії. У січні 1925 року професор Станіслав Стажинський пішов на емеритуру, а в лютому отримав звання почесного професора Львівського університету.
Упродовж багатьох років Станіслав Стажинський був політичним діячем. У 1884—1893 роках — член Львівської повітової ради і уряду. У 1907—1913 засідав у Галицькому сеймі. 1884—1888, 1901—1907 і 1907—1911 — член палати панів Райхсрату у Відні. Автор і співавтор багатьох правових актів у галузі виборчого, конституційного і адміністративного права. 1907—1911 — віце-президент палати послів. У 1909 році спричинився до розширення автономії Галичини згідно з постановою, названою його ім'ям (lex Starzyński). Від 1917 року брав участь у працях над проектом конституції Польщі, а в 1928 році оголосив авторський проект реформи конституції. Опублікував багато фундаментальних праць з конституційного права та історії конституційного права. Особливо важливим є його внесок у опрацювання історії Львівського університету (спільно з Людвіком Фінкелем видав «Історію Львівського університету» (пол. Historya Uniwersytetu Lwowskiego, Львів 1894), до якої написав ІІ-й том, який охоплює 1869—1894 роки. Учнями Стажинського були Едвард Дубанович, Людвік Ерліх, Антоній Верещинський, Герш Ляутерпахт і Станіслав Едвард Наглік. Стажинський був членом Академії знань у Кракові (від 1918 — Польська академія знань), Польського наукового товариства у Львові (1920). У 1932 році отримав ступінь доктора honoris causa Віленського університету.
Помер 17 листопада 1935 року у Львові. Похований поруч із могилами батька і брата в гробниці в селі Деревня біля Жовкви.

## Відзнаки
- Командорський хрест із зіркою Ордена Франца Йосифа (1908)[1]
- Почесний громадянин Рави-Руської, Сокаля, Жовкви
- Почесний професор Львівського університету (1925)
- Доктор honoris causa Віленського університету (1932)

## Вибрані публікації
- «O pierwszej konstytucji austryackiej: jej geneza i ocena» (Краків, 1889)
- «Kilka uwag spornych z zakresu prawa politycznego» (Львів 1882)
- «Uwagi o prawnej stronie równouprawnienia narodowości w Austrii» (Львів, 1883)
- «Projekt galicyjskiej konstytucyi 1790/1 (Charta Leopoldina)» (Львів, 1893)
- «Konstytucya Trzeciego Maja na tle współczesnego ustroju państw europejskich» (Львів, 1892)
- «Historya Uniwersytetu Lwowskiego», t. II (1869—1894) // L. Finkel, S. Starzyński. «Historya Uniwersytetu Lwowskiego». — t. I—II. — Lwów, 1894.
- «Bibliografia historii polskiej» (1891; у співавторстві з проф. Людвігом Фінкелем)
- «Studia konstytucyjne», t. I—II (Львів 1907—1909)
- «Ogólne i austryackie prawo polityczne» (Львів, 1911)
- «Obywatelstwo państwa polskiego» (Краків, 1921)
- «Błędne teksty różnych wydań Konstytucji Rzeczypospolitej Polskie» (PPA, 1921)
- «Kilka uwag o Konstytucji Rzeczypospolitej Polskiej» // Ruch Prawniczy i Ekonomiczny (1921)
- «Konstytucja państwa polskiego» (Львів, 1921)
- «Powojenny ustrój państw europejskich» (Краків, 1924—1926)
- «W obronie praw podmiotowych» (Львів, 1925)
- «Sejmowa reforma wyborcza» (PPA, 1925)
- «Współczesny ustrój prawno-polityczny Polski i innych państw słowiańskich» (Львів, 1928)
- «O niezmienności ustaw w Polsce dawnej i dzisiejszej» // Ruch Prawniczy Ekonomiczny i Socjologiczny (1928)
- «Projekt skodyfikowany nowej Konstytucji Rzeczypospolitej Polskiej» (Львів, 1928)
- «O dążeniach do reformy ustroju w niektórych państwach a zwłaszcza w Polsce» // Ruch Prawniczy Ekonomiczny i Socjologiczny (1930)
- «Luźne refleksje na temat ustrojów państwowych» (Вільно, 1932)
- «Rozważania konstytucyjne» в: «Ruch Prawniczy, Ekonomiczny i Socjologiczny» 1931 (Львів, 1934)
- «Analiza Konstytucji Rzeczypospolitej Polskiej z 23 kwietnia 1935 r.» // Rocznik Prawniczy Wileński (1936).